# 2019年代顿枪击案
2019年代顿枪击案是2019年8月4日北美东部时区凌晨约1时5分，发生在美国俄亥俄州代顿的一起大规模枪击事件。凶手在第一次开火后30秒钟以内被警察击毙，包括嫌疑犯在内的已有10人丧生，至少27人受伤。
在对嫌疑犯家的搜查中，嫌疑犯的一些对杀人显露出兴趣的文字被发现。对这些文字的初步评估表明他没有种族动机或政治动机。这起枪击案距离发生在德克萨斯州的美国第二大大规模枪击案2019年埃尔帕索枪击案仅仅过了13个小时。

## 事件
2019年8月4日凌晨1时5分，据目击者称这名涉嫌犯在Ned Peppers Bar酒吧入口处被拒绝后持枪开火。枪击事件发生20秒後，警察迅速趕來和嫌疑犯发生了对峙，短暫交火後枪手嫌疑犯被枪杀。
襲擊發生後不久，執法部門證實槍手是來自俄亥俄州Bellbrook，24歲的Connor Stephen Betts。兇手妹妹亦是遇難者之一。

## 反應
酒吧人员在Instagram上发布公告：“我们所有员工都很安全，我们向所有参与者致敬。”